# Lublinský trojúhelník
Lublinský trojúhelník je trojstranná platforma pro politickou, hospodářskou, kulturní a sociální spolupráci mezi Litvou, Polskem a Ukrajinou, jejímž cílem je podpora integrace Ukrajiny do EU.
Země Lublinského trojúhelníku vyjádřily podporu obnově územní celistvosti Ukrajiny v mezinárodně uznávaných hranicích a vyzývají k ukončení ruské agrese proti ní. Lublinský trojúhelník podporuje udělení statusu Ukrajiny partnerem rozšířeným o NATO a uvádí, že udělení Ukrajiny akčního plánu členství v NATO je dalším nezbytným krokem tímto směrem.
Trojstranný formát je založen na tradicích a historických vazbách těchto tří zemí. Příslušné společné prohlášení podepsali ministři 28. července v polském Lublinu. Lublin byl vybrán konkrétně jako náznak středověkého Lublinského svazu, který vytvořil polsko-litevské společenství, jeden z největších států v té době v Evropě.
Myšlenka vytvoření takové organizace patří Adamu Czartoryskému, který vyjádřil Vjačeslav Čornovil.

## Dějiny
Společné prohlášení ministrů zahraničních věcí Litvy, Polska a Ukrajiny Linase Linkevičiusa, Jaceka Chaputowicze a Dmytra Kuleby o vytvoření formátu bylo podepsáno 28. července 2020 v polském Lublinu.
1. srpna 2020 pozval ukrajinský ministr zahraničních věcí Dmytro Kuleba na druhé zasedání, které se má konat v Kyjevě, běloruského ministra zahraničních věcí Volodymyra Makeiho.  Během hospodářského fóra v polském Karpaczi 10. září 2020 ředitel východního odboru polského ministerstva zahraničí Jan Hofmokl uvedl, že lublinský trojúhelník by měl být ve skutečnosti náměstí s Běloruskem. Podle něj měl Minsk v počáteční fázi zájem o tento politický projekt, ale později změnil názor.
17. září 2020 se uskutečnilo první setkání (ve formátu videa) národních koordinátorů Lublinského trojúhelníku, které vytvořili ministři zahraničních věcí Ukrajiny, Polska a Litvy v červenci 2020. Vasyl Bodnar (Ukrajina), Marcin Pszydach (Polsko) a Dalus Cekuolis (Litva) byli jmenováni koordinátory tohoto mechanismu trojstranné spolupráce. Strany jednaly o přípravách na další zasedání ministrů zahraničních věcí Lublinského trojúhelníku, které se má v Kyjevě uskutečnit z iniciativy ministra Dmytra Kuleby. Jedním z hlavních úkolů Lublinského trojúhelníku by měla být koordinace opatření Ukrajiny, Polska a Litvy, aby bylo možné účinně čelit výzvám a hrozbám pro společnou bezpečnost, mezi nimiž je prioritou čelit hybridním hrozbám z Ruska.
29. ledna 2021, během prvního online setkání Lublinského trojúhelníku, ukrajinský ministr zahraničí Dmytro Kuleba na briefingu uvedl, že Ukrajina, Litva a Polsko jsou pro vstup Běloruska do Lublinského trojúhelníku, ale čas ještě nenastal.
| „ | „Samozřejmě, bez Běloruska je lublinský trojúhelník trochu neúplný. Nakonec bychom chtěli, aby se připojilo demokratické Bělorusko a proměnilo „lublinský trojúhelník“ na lublinské „náměstí“. Ale čas na to ještě nenastal. Všichni současně chápeme, že situace v Bělorusku má dopad nejen na bilaterální vztahy země se sousedy, ale také na situaci v regionu jako celku, “shrnul Kuleba první schůzi Lublinský trojúhelník. | “ |

28. února 2021 vyšlo najevo, že na konci ledna 2021 zvolil běloruský prezident v roce 2020 Svitlana Tikhanovska nejprve kontakt s ukrajinským ministrem zahraničí Dmytrem Kulebou, kde nás pozval na schůzku v Lublinském trojúhelníku a čeká na pozvání na offline schůzku s panem Kulebou as Nejvyšší radou. Svitlana poznamenala, že chce, aby se „Lublinský trojúhelník“ stal „Lublinskou čtyřkou“.

## Mechanismy spolupráce
Podle tohoto společného prohlášení Litvy, Polska a Ukrajiny by se ministři zahraničních věcí stran měli pravidelně scházet, zejména v oblasti mnohostranných aktivit, a za účasti vybraných partnerů. Rovněž budou organizovat konzultace na úrovni vedení ministerstev zahraničních věcí svých zemí a na těchto ministerstvech vytvářet pozice zástupců pro spolupráci v rámci Lublinského trojúhelníku.
Během prvního videokonferenčního setkání 17. září 2020 identifikovali národní koordinátoři hlavní aktivity lublinského trojúhelníku a dohodli se na zajištění udržitelné interakce mezi formátem na různých pracovních úrovních. Během setkání se dohodli na základních principech Lublinského trojúhelníku a nastínili plány spolupráce v blízké budoucnosti. Jedním z hlavních úkolů by měla být koordinace opatření tří států s cílem efektivně řešit aktuální výzvy a ohrožení naší společné bezpečnosti. Mezi prioritní témata spolupráce patří společná reakce na hybridní hrozby Ruska, zejména v boji proti dezinformacím. Zdůraznil se význam zachování úzké spolupráce v rámci mezinárodních organizací.
| „ | „Nespojují nás jen společné hodnoty a zájmy, ale také společná odpovědnost za budoucnost našich zemí a regionu, ve kterém žijeme a který je v posledních letech středem globální politiky,“ Vasyl Bodnar řekl. | “ |

Náměstci ministrů rovněž souhlasili se zahájením trojstranné tematické konzultace na úrovni ředitelů ministerstev zahraničních věcí tří zemí. Koordinátoři věnovali důležitou pozornost situaci v Bělorusku a některých dalších zemích v regionu. Vasyl Bodnar vyjádřil vděčnost partnerům za jejich trvalou podporu územní celistvosti a svrchovanosti našeho státu a podporu v boji proti ruské agresi. Rovněž informoval své kolegy o hlavních cílech krymské platformy a vyzval Polsko a Litvu k aktivní spolupráci v rámci platformy, jejímž cílem je zbavit Krym.
Dne 12. října 2020 předseda ukrajinské vlády Denis Shmygal upozornil na význam nově vytvořeného „Lublinského trojúhelníku“ a vyzval polského prezidenta Andrzeje Dudu k rozšíření jeho formátu, konkrétně k projednání možnosti setkání předsedů vlád v „ Lublinský trojúhelník “během jeho návštěvy Ukrajiny.
| „ | „Myslím, že tento formát je velmi užitečný. A jsem si jist, že tento formát lze rozšířit, nejen o politiku. Mohli bychom také diskutovat o společné historii, geopolitice, ekonomii a mnoha dalších věcech. Taková komunikace umožňuje do jisté míry strukturovat naši spolupráci ... Je to samozřejmě velmi užitečné a přibližuje evropskou integraci Ukrajiny, “uvedl. | “ |

Rovněž věří, že iniciativa krymské platformy je „mimořádně užitečná nejen pro hledání konkrétních řešení, ale také pro připomenutí problému okupace Krymu“.

## Iniciativy

Znak LitPolUkrbrig

### Meziparlamentní shromáždění
V roce 2005 bylo zřízeno meziparlamentní shromáždění Nejvyšší rady Ukrajiny, Seimas a Senát Polské republiky a Seimas Litevské republiky s cílem navázat dialog mezi třemi zeměmi v parlamentní dimenzi. Ustanovující schůze shromáždění se konala dne 16. června 2008 v Kyjevě, na Ukrajině. V rámci shromáždění existují výbory pro evropskou a euroatlantickou integraci Ukrajiny, humanitární a kulturní spolupráci.

### Společný tým
Litevsko-polsko-ukrajinská brigáda je nadnárodní jednotka se schopnostmi společné vojenské brigády určená k provádění nezávislých vojenských operací v souladu s mezinárodním právem nebo k účasti na těchto operacích. Skládá se ze speciálních vojenských jednotek tří zemí, vybraných z 21. střelecké brigády Pidgal (Polsko), 80. útočné brigády (Ukrajina) a praporu velkovévodkyně Biruty Ulanové (Litva).
Litevsko-polsko-ukrajinská brigáda byla zřízena v rámci trojstranné spolupráce v oblasti obrany v roce 2014. Poskytování vnitrostátního příspěvku k vysoce připraveným mnohonárodním vojenským formacím (rezervní dohody OSN, bojové taktické skupiny EU, síly reakce NATO), jakož i mezinárodní mírové a bezpečnostní operace pod záštitou OSN, EU, NATO a dalších mezinárodních bezpečnostních organizací - na základě mandátu Rady bezpečnosti OSN a v případě schválení parlamenty zúčastněných zemí.
Od roku 2016 je LitPolUkrbrig důležitým prvkem úsilí NATO o implementaci standardů NATO v ozbrojených silách Ukrajiny. Mezi hlavní činnosti brigády patří výcvik ukrajinských důstojníků a vojenských jednotek v těchto normách, plánování a plnění operačních úkolů a udržování operační připravenosti.

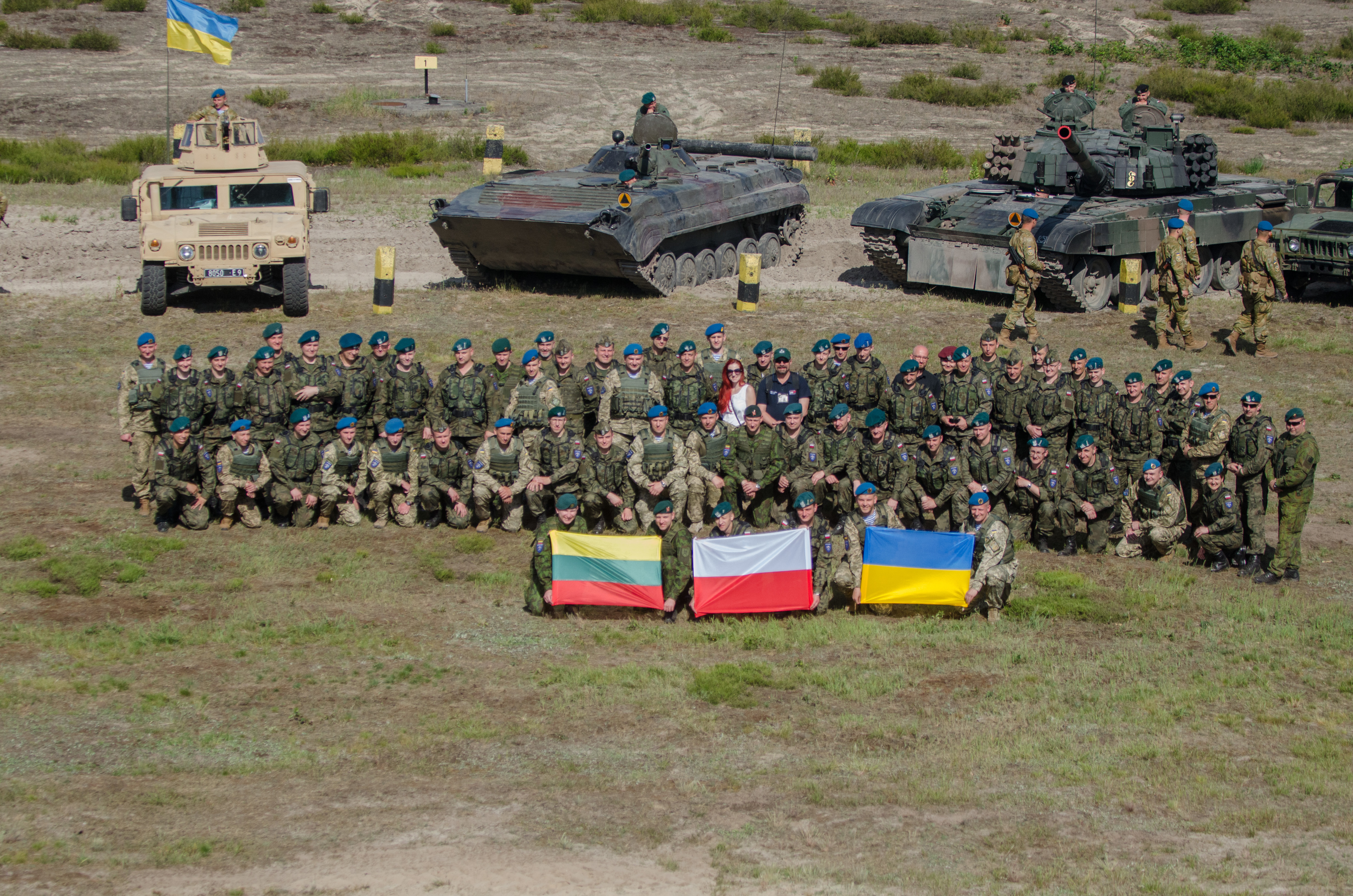
Vojáci litevsko-polsko-ukrajinské brigády na zahajovacím ceremoniálu cvičení „Anaconda-2016“ na testovacím místě Nova Deba v Polsku, červen 2016.

## Srovnání zemí
| název                       | Litva | Polsko | Ukrajina |
| Oficiální jméno             | Litevská republika ( Lietuvos Respublika )                                                                       | Polská republika ( Rzeczpospolita Polska )                                                                          | Ukrajina |
| --------------------------- | --- | --- | --- |
| Symbol                      | </img> | </img> | </img> |
| Vlajka                      | </img> | </img> | </img> |
| Počet obyvatel              | ▲ 794 329 | ▼ 38 383 000 | ▼ 41 660 982 |
| Náměstí                     | 65 300 nejběžnějších km² (25 200 mil)                                                                            | 312 696 nejběžnějších km² (120 733 mil)                                                                             | 603 628 km² (233 062 mil) |
| Hustota obyvatelstva        | 43 osob / km² | 123 osob / km² | 73 osob / km² |
| Systém                      | Jednotná parlamentně-prezidentská ústavní republika                                                              | Jednotná parlamentně-prezidentská ústavní republika                                                                 | Jednotná parlamentně-prezidentská ústavní republika |
| Kapitály                    | </img> Vilnius - 580 020 (810 290 metropolitních oblastí)                                                        | </img> Varšava - 1783321 (3100844 metropolitní území)                                                               | </img> Kyjev - 2 950 800 (3 375 000 metropolitní oblasti) |
| Největší město              | </img> Vilnius - 580 020 (810 290 metropolitních oblastí)                                                        | </img> Varšava - 1783321 (3100844 metropolitní území)                                                               | </img> Kyjev - 2 950 800 (3 375 000 metropolitní oblasti) |
| Oficiální jazyky            | Litevština ( de facto i de iure )                                                                                | Polsky ( de facto a de iure )                                                                                       | Ukrajinština ( de facto a de iure ) |
| Současný šéf vlády          | Premiér Saulius Skvernalis (2016-současnost)                                                                     | Premiér Mateusz Morawiecki ( Právo a spravedlnost ; 2017-současnost)                                                | Premiér Denis Shmygal (2020-současnost) |
| Současná hlava státu        | President Gitanas Nauseda (2019 - současnost)                                                                    | Prezident Andrzej Duda ( Právo a spravedlnost ; 2015 - současnost)                                                  | President Volodymyr Zelensky ( Služebník lidu ; 2019 - současnost)                                                                                               |
| Hlavní náboženství          | 77,2% katolíků, 4,1% pravoslavných, 0,8% věřících, 0,6% luteránů, 0,2% reformátorů, 0,9% ostatních               | 87,58% římských katolíků, 7,10% těžko říct, 1,28% jiné víry, 2,41% nenáboženské, 1,63% nespecifikováno              | 67,3% pravoslavných, 9,4% řeckých katolíků, 0,8% římských katolíků, 7,7% nerozhodnutých křesťanů, 2,2% protestantů, 0,4% Židů, 0,1% buddhistů, 11,0% bez vyznání |
| Etnické skupiny             | 84,2% Litevců, 7,1% Poláků, 5,8% Rusů, 1,2% Bělorusů, 0,5% Ukrajinců, 1,7% ostatních                             | 98% Poláci, 2% ostatní nebo nespecifikováno                                                                         | 77,8% Ukrajinců, 17,3% Rusů, 0,8% Rumunů a Moldavanů, 0,6% Bělorusů, 0,5% krymských Tatarů, 0,4% Bulharů, 0,3% Maďarů, 0,3% Poláků, 1,7% ostatních               |
| HDP (nominální)             | - Šablona:Increase $54,219 млрд (2018) (80 місце) - Šablona:Increase $20,355 на душу населення (2018) (42 місце) | - Šablona:Increase $585.816 млрд (2018) (21 місце) - Šablona:Increase $15,426 на душу населення (2018) (56 місце)   | - Šablona:Increase $161.872 млрд (2020 кошторис) (56 місце) - Šablona:Increase $3,881 на душу населення (2020 кошторис) (119 місце)                              |
| Zahraniční dluh (nominální) | 34,48 miliardy USD (2016) - 31,6% HDP                                                                            | 281 812 miliard $ (2019) - 47,5% HDP                                                                                | 47,9 miliard USD (2018) - 46,9% HDP |
| HDP (PKS)                   | - Šablona:Increase $107 млрд (2018) (83 місце) - Šablona:Increase $38,751 на душу населення (2018) (38 місце)    | - Šablona:Increase $1.215 трильйон (2018) (23 місце) - Šablona:Increase $32,005 на душу населення (2018) (41 місце) | - Šablona:Increase $429.947 млрд (2018) (48 місце) - Šablona:Increase $10,310 на душу населення (2018) (108 місце)                                               |
| Měna                        | Euro (€) - EUR                                                                                                   | Polský zlotý (PLN) - PLN                                                                                            | Ukrajinská hřivna (() - UAH |
| Index lidského rozvoje      | - 0.869 дуже високо 34 місце - 0.774 дуже високо IHDI 13 місце                                                   | - 0.872 дуже високо 34 місце - 0.801 дуже високо IHDI 27 місце                                                      | - 0.750 високо 88 місце - 0.701 високо IHDI 54 місце |

## Vidět taky
- Východní partnerství

- Iniciativa Trojmoří
- Visegrádská skupina
- GUAM
- Mezimoří